# ナイト・ドクター
『ナイト・ドクター』（Night Doctor）は、2021年6月21日から9月13日まで毎週月曜21時 - 21時54分に、フジテレビ系の「月9」枠で放送されていた日本のテレビドラマ。主演は本作が月9初出演、初主演となる波瑠。
夜間救急専門医のナイト・ドクターとして招集された医師らの青春群像医療ドラマ。
大北はるかのオリジナル作品。昼夜完全交代制を試験的に導入した病院を舞台に、個性の異なる医師たちが命と向き合い成長する姿を描いた作品。

## あらすじ
2024年施行の『医師の働き方改革』に従い、「柏桜会あさひ海浜医院」では夜間勤務専門の救急医『ナイト・ドクター』を募集し、結成される。
『ナイト・ドクター』制度を試験的に導入した結果、夜間の受入件数が増え、救命救急センター自体では赤字なものの、病院全体の利益に繋がったことから、他の柏桜会グループの病院でも『ナイト・ドクター』制度が導入されることが決定する。それに従って深澤以外の4人はあさひ海浜病院を離れ、地方にある他の柏桜会グループの病院に勤務することになったため、5人のチームとしては解散することになった。

## キャスト

### 柏桜会あさひ海浜病院（横浜市）

#### ナイト・ドクター
朝倉美月（あさくら みつき）〈29〉
演 - 波瑠
本作の主人公。医師6年目。「いつでも、どんな患者でも絶対に受け入れる」という強い信念を持つ医師。負けず嫌いで行動力があり、歯に衣着せぬ性格のため、周囲を戸惑わせることもあるが、他人の心に寄り添うことができる優しさを持ち合わせている。向上心が強く、救命に対して誰よりも熱い思いを持っているが、思い入れが強い分冷静さに欠けたり感情的になったりしてしまうことも。「柏桜会あさひ海浜医院」で夜間勤務専門の救急医を募集していることを知り、自分の信念を実現できる場所だと思い応募。ナイトドクターとして働くことになる。3話で、実は母親が桜庭のドナーだったことが判明した。
第5話では、成瀬のような技術をいち早く身につける為、無断で非常勤医師の副業を始める。和気藹々と働いていたが、オーバーワークが原因で体に異変が起き始め、続く第6話で患者を救命中に目眩を起こしてそのまま高所から転落。多発肋骨骨折と気胸であさひ海浜病院に搬送され、成瀬の処置で一命を取り留めるが、その1週間後には完治していないのにも関わらず復帰し現場にも赴こうとするなど以前と変わらず無理して業務に励む。しかし、その行動が周りに心配を与えてしまっていることを深澤や高岡の言葉によって気づき、無理はしないとナイトドクターの面々の前で宣言した。
最終話では福岡のときわ中央病院に異動。
成瀬暁人（なるせ あきと）〈35〉
演 - 田中圭
医師11年目。かつて美月と同じ救急にいた先輩医師で、ナイトドクター結成により美月と再会する。上から目線で口が悪く、クールでドライな現実主義者。自分にも他人にも厳しいストイックな性格で、医療現場で唯一必要なのは確固たる技術だと信じている。筋肉トレーニングをよく行っている。
ナイトドクター5人の中では最年長で経験豊富なため外科医としてのレベルは高いが、それ故に初期は｢患者は最善の医療を求めている｣という理由で、患者の処置を全て自分一人でしようとする傾向があった。
過去に急性硬膜下血腫の男児を受け入れた際に、混乱状態だった母親の「息子はまた元気になれるのか」という問いかけに対して「必ず助ける」と口にしてしまい、手術した結果その男児に半身麻痺の障害が残ったことから母親から訴訟を起こされる。その一件以降、患者から距離を置くようになった。後に手術の説明の際に配慮が足りなかったことを母親に謝罪して手術内容の書類を渡し、それが訴訟の取り下げに繋がる。
とことん患者に向き合う美月はシビアな判断を求められる救急医に向いていないと感じ、事あるごとに転科を勧める。過去に美月と同じく、向上心が強く患者のことを第一に考える後輩が、夜勤明けの帰り道に過労によって心臓発作を起こして亡くなってしまったことがあり、美月に転科を勧めていたのも美月にその後輩の姿を映していたため。
最終話ではいずみ医療センターに異動。
深澤新（ふかざわ あらた）〈27〉
演 - 岸優太（King & Prince）
医師4年目。両親を早くに亡くし、病気がちの妹の面倒を一人で見る研修医あがりの元内科医。内科医として働いていた頃は、救急診療で働く同僚がハードワークでボロボロになっている姿を見て「救急医は絶対にやりたくない」と思っていたが、その矢先、院長からナイトドクターとして働かないかと持ちかけられ、妹が昔からこの病院で世話になっていることもあり、ナイトドクターとして働くことになる。
妹を元気にする為に医者になったが、美月や成瀬のような医師としての強い信念は持てずにいるため、救命現場でも腰が引けて何も出来ないことが多かった。しかし、次第にナイトドクターとしての自覚が芽生え、少しずつ成長していく。
最終話では他の4人が別の病院に異動となる中、あさひ海浜病院に残る。
桜庭瞬（さくらば しゅん）〈26〉
演 - 北村匠海（幼少期：高木波瑠）
医師3年目。明るく人懐っこい性格で、くせ者揃いのナイトドクターメンバーの中のムードメーカー的存在。様々な科を転々としていた研修医だったこともあり、救急で運ばれてくる重症患者の処置はしたことがない。生まれつき心臓が弱く幼少期に心臓移植を受けている。本郷とは子供の頃からの知り合いだった。経営の勉強をするためビジネススクールに通っており、夜も病院にいない時がある。
最終話ではくすのき総合病院に異動。
高岡幸保（たかおか ゆきほ）〈26〉
演 - 岡崎紗絵
医師3年目。高飛車だが頭の回転が早く、医師としての責任感も兼ね備えているため一目置かれている存在。だが、人生を仕事だけに捧げるのは絶対に嫌で、どんなに忙しくてもいつも見た目に気を遣い女子力を保つ為に努力を怠らないなど、プライベートにも一切手を抜かない。世の羨望を集める恵まれた女性に見えるが、実は心に葛藤を抱えている。
元々は、素朴な人間だったが、美容クリニックを経営している親から20歳の誕生日プレゼントに整形を勧められたことがきっかけで、ありのままの自分では受け入れて貰えないと思い、着飾るようになった。
物語開始時点では複数のレストランを経営している青山北斗と付き合っており、ナイトドクターになったのも夜働く彼に生活リズムを合わせるためだった。しかし、第4話で患者として運ばれてきた詩織との三角関係が発覚したことをきっかけに、北斗への依存関係を断ち切って自分自身のやりたいことを見つけるために別れる。それに従い、他の4人がいるあさひ清風寮に住むことになった。
最終話ではなにわ第一病院に異動。
本郷亨（ほんごう とおる）〈52〉
演 - 沢村一樹
ナイトドクターの指導医。以前はニューヨークで夜間勤務専門の救急医をしていたが、ナイトドクター結成の為に日本へ無理矢理呼び戻され、指導医を渋々引き受ける。美月らには「新米だろうと手取り足取り教えるつもりはない、ついて来られるものだけついて来い」と言い放ち、日勤の医師とはたびたび対立する。並外れた技術を持つ一方、偏屈で毒舌なところがあり、ナイトドクターたちを皮肉交じりに指導する。

#### 日勤の救急医
根岸進次郎（ねぎし しんじろう）〈27〉
演 - 一ノ瀬颯
日勤の医師。新の同期。以前は当直明けでも関係なく昼夜問わず働き、過労死目前だったが、ナイトドクター新設により当直がなくなったことで生き生きと働くようになる。ナイトドクターとして働くことになった新を憐れみ、日勤の医師こそが優秀であり一流の医師であると思っている。しかし、ナイトドクターの活躍を目の当たりにしたことによって徐々に考え方に変化が生じ、最終的には自身もナイトドクターを目指すようになる。
嘉島征規（かしま まさのり）〈52〉
演 - 梶原善
救命救急センターのセンター長。「日勤の医師に負担をかけないのが、ナイトドクターの仕事」と考えており、本郷たちナイトドクターとはたびたび対立する。患者に乱暴なオペを行ったり、重病患者の受け入れに難癖をつけるなどあまり患者のことを思っているとはいえない。

#### 看護師
益田舞子（ますだ まいこ）〈38〉
演 - 野呂佳代
救命救急センターの看護師。明るい性格でドクターたちとも仲が良く、美月や幸保と合コンに行ったこともある。
初期は成瀬以外の経験が浅いナイトドクターたちに対してやや不安げな感情を抱いていたものの、彼らの成長を見守っている。
新村風太（にいむら ふうた）〈22〉
演 - 櫻井海音
救命救急センターの看護師。
羽賀陸人（はが りくと）
演 - 竹田和哲
近藤真希（こんどう まき）
演 - 佐藤侑梨
江口里見（えぐち さとみ）
演 - 寺下怜見
青山涼香（あおやま すずか）
演 - 川端光瑠
足立瑠美（あだち るみ）
演 - 大藤由佳
猪俣美保（いのまた みほ）
演 - 渚紗
大幡葵（おおはた あおい）
演 - 不破りこ
橋本由紀（はしもと ゆき）
演 - 小林万里子
看護師
演 - 於保晶子
看護師
演 - 平野愛美

#### その他
桜庭麗子（さくらば れいこ）〈52〉
演 - 真矢ミキ
瞬の母。柏桜会あさひ海浜病院の本院・柏桜会の会長。ナイトドクター新設による思い切った経営改革を行った「あさひ海浜病院」は彼女にとって目の離せない存在。成功すれば「柏桜会」にとっては社会に対する大きなアピールとなるが、失敗は許されないためナイトドクターを警戒するが、警戒の理由は他にもある。生まれつき体の弱い瞬のことを心配しており、3話で瞬が変質者に襲われた一件を受け、一時彼をナイトドクターから外しイギリスで経営の勉強をさせようとしたが、瞬の熱意により考えを改め、「勤務中は外出禁止」「危険な災害地帯には出向かないこと」「経営の勉強も忘れないこと」を条件にナイトドクターを続けることを認める。
八雲徳人（やぐも のりひと）〈70〉
演 - 小野武彦
柏桜会あさひ海浜病院の院長。ナイトドクターの新設を「柏桜会グループ」の定例会議で提案した発起人で、本郷をニューヨークから無理矢理呼び戻した張本人。

### ナイトドクター達の関係者
深澤心美（ふかざわ ここみ）〈16〉
演 - 原菜乃華
新の妹。病弱のため、柏桜会あさひ海浜病院へ通院している。
勇馬と夏祭りに出かけた際、途中で上腸間膜動脈血栓症を起こして救急車に運ばれるが受け入れ先が見つからず立ち往生状態となる。その情報を耳にした美月が駆け付け、あさひ海浜病院に搬送され、美月と成瀬のオペによって一命を取り留めた。この出来事以降、美月のことを尊敬するようになる。
勇馬と交際していることは新に隠している。4話で新が勇馬に病気のことを話した為、一度は関係が悪化するが、勇馬が「心美に会えるなら学校でも病院でも一緒」と言ってくれたおかげで、4話終盤ですんなり打ち解けた。
岡本勇馬（おかもと ゆうま）〈16〉
演 - 宮世琉弥
心美の彼氏。心美が生まれつき体が弱いことを知らなかったが、4話で新から心美の病気のことを聞く。新からは邪険にされている。
佐野大輔（さの だいすけ）〈29〉
演 - 戸塚純貴
美月の彼氏。第1話の時点では彼女との結婚も考えていたが、美月がプライベートにも仕事を持ち込む性格だったこともあって次第に気持ちのすれ違いが生じる。第1話終盤で浮気が発覚し、第2話にて別れる事になる。第7話にて浮気相手との間に子供が産まれ、結婚したことが判明。
青山北斗（あおやま ほくと）〈36〉
演 - 竹財輝之助
幸保の彼氏。複数店舗のレストランを経営するやり手。4話で幸保と詩織との間でギスギスした三角関係ができてしまい終盤で結果的に別れる事となった。
茂田浩平
演 - 山口タツヤ
救急隊員。
渡辺泰成
演 - 河西剛徳
救急隊員。
救急隊員
演 - 末廣拓也

### ゲスト

#### 第1話
森太一、森優二（もり たいち、もり ゆうじ）
演 - 昴生（ミキ）（兄・太一）、亜生（ミキ）（弟・優二）（第7話・最終話）
夜間救急に支援として派遣された外科医の兄弟。
転落したホームレス
演 - 神尾佑（第7話）
桜木町の歩道橋から転落したホームレス。朝倉に助けられたが、なぜ助けたのかと不満を述べた。
再度搬送されて登場した際に本名が「濱辺照夫」だと判明。
重野翔太
演 - 斎藤陸
結奈
演 - 早織
重野の恋人。重野が亡くなったことについて処置した朝倉を責めた。
マナミ
演 - 天木じゅん
佐野の浮気相手。佐野のことを知っていることから、元恋人かかつての同級生だと考えられる。7話にて佐野との間に子供が出来、結婚したことが判明。
朝倉恵美
演 - 片岡礼子（回想）
美月の母。美月が高校生だった頃のある日の晩、寝ているときに体調を崩して救急車で搬送されるも、4時間以上たらい回しにされて亡くなってしまった。

#### 第2話
朝倉哲郎（あさくら てつろう）
演 - 佐戸井けん太
美月の父親。母親が亡くなった日に不在だったことで負い目を感じており、そのため美月に対して過保護になっており疎ましがられている。
斎藤篤男（さいとう しのお）〈38〉
演 - 赤ペン瀧川（第3話）
絢香の父親。「自分で舌を噛んで切断した」として搬送される。実は女子高生を襲おうとした変質者でその被害者の女子高生に舌を噛み切られていた。幼少期に母親からネグレクトを受けて以来、自分に優しくしてくれる女性に狂った想いを寄せるようになってしまい、病院でも自分を診察してくれる美月に目を付け、終盤で襲いかかるが、桜庭と成瀬に取り押さえられ、3話で逮捕された。
鮎川希実（あゆかわ のぞみ）
演 - 谷村美月
共働きで昼間に子供を受診させられないために夜間受診している。それをコンビニ受診と批判されている空気を感じ、子供の症状を悪化させてしまう。
鮎川聡（あゆかわ さとし）
演 - 笠原秀幸
共働きで子育てに協力しているつもりだが、本当に負担になる部分は希実に任せきっている。

#### 第3話
宮本守（みやもと まもる）
演 - 東根作寿英
桜庭の主治医。ナイトドクターを続けたいと訴える桜庭に「その心臓は君だけのものじゃない。お母さんやドナーの思いもある」と伝えた。
下田宏（しもだ ひろし）
演 - 戸田昌宏
くも膜下出血で救急搬送されてきた患者。以前は会社勤めをしていたが、認知症の母（真吾の祖母）の世話のために退職。無保険となったままで、搬送後に美月らから「すぐに手術が必要」と診断されるが、無保険のために高額な治療費がかかるために手術を拒否。妻（真吾の母）とは死別しており、母と息子との3人暮らしである。
下田真吾（しもだ しんご）
演 - 渡邉蒼
宏の息子。中学生。

#### 第4話
花園詩織（はなぞの しおり）
演 - 松井愛莉
急患で運び込まれた患者。インフルエンサー。北斗が店の宣伝を行うため、SNSで強力な宣伝力を持つ彼女を利用したが、詩織は北斗と付き合っていると思い込んでいた。北斗から会うのは最後にしないかと言われ、北斗に掴みかかったが、彼に振り解かれた拍子に階段から落下した。病院では常に横柄な態度で幸保に接し、見舞いにきた北斗にわがままを言って困らせていた。

#### 第5話
秋山真紀（あきやま まき）
演 - 山本未來
和樹の母親。かつて和樹が搬送された時、手術に伴い、成瀬からたくさんの書類への同意を求められた。その時成瀬から「必ず助けます」と聞き、彼を信じて手術に同意した。だが手術後、和樹の命に別状は無かったものの、車椅子生活を余儀なくされたことに「約束が違う」と激怒。成瀬を訴える。
越川法子（ほしかわ のりこ）
演 - 紺野まひる
日向の母親。日向を連れて病院を訪れ、彼を助けて欲しいと動揺しながら訴える。実は日向の母親ではなく、実の親から虐待を受けている彼を助ける為に自分のもとに置いていた。
越川日向（ほしかわ ひなた）
演 - 正垣湊都
意識不明の状態で病院に運ばれる。実は本当の名前は横溝日向（よこみぞ ひなた）で実の両親から虐待を受けていた。
秋山和樹（あきやま かずき）
演 - 羽村仁成　(ジャニーズJr.)
真紀の息子。かつて自転車事故で搬送され、成瀬が手術の執刀をした。だが、和樹は命に別状はなかったものの、重い後遺症が遺り、車椅子生活を余儀なくされた。
森本有紗（もりもと ありさ）
演 - 高柳愛実
キャバクラでも働くOL。働き方改革による残業減の減収を補うためキャバクラ勤めを開始し、職場で倒れて負傷。
秋山和雄（あきやま かずお）
演 - 木川淳一
真紀の夫。

#### 第6話
鴨田
演 - 松角洋平
浦谷
演 - 栁俊太郎

#### 第7話
星崎比呂（ほしさき ひろ）
演 - 泉澤祐希（第8話 - 最終話）
横浜市消防局の新米救命士。患者に対して人一倍熱心な性格。
里中悟（さとなか さとる）
演 - 古舘佑太郎（第8話）
あさひ海浜病院の脳外科医。成瀬の医大生時代の後輩。

#### 第8話
岩田伸夫（いわた のぶお）
演 -

岩田静香（いわた しずか）
演 - 赤間麻里子
岩田伸夫の妻。
安西 尚道（あんざい なおみち）
演 - 橋爪淳
料理人の患者。

## スタッフ
- 脚本 - 大北はるか[14]
- 演出 - 関野宗紀、澤田鎌作[14]、浅見真史、野田悠介、高橋由妃
- 音楽 - 得田真裕
- 主題歌一覧

| 曲名              | 歌手名     | 作詞者         | 作曲者   | 歌いだし             |
| ----------------- | ---------- | -------------- | -------- | -------------------- |
| sleepless night   | yama       | くじら         | 田中隼人 | 昔の話をしようか     |
| hikari            | eill       | eill           | eill     | 苦いものばかりを残   |
| 君は生きてますか? | 琴音       | kanata okajima | 田中隼人 | 君は行きたますか     |
| over the time     | Tani Yuuki | Tani Yuuki     | 田中隼人 | 正しさじゃ量れないよ |
| start             | 三浦風雅   | 三浦風雅       | 田中隼人 | 子供の頃描き始めた   |

- オリジナルソング
  - yama「Sleepless Night」（MASTERSIX FOUNDATION）
  - eill「hikari」（ポニーキャニオン）
  - 琴音「君は生きてますか」（Colourful Records/JVCケンウッド・ビクターエンタテインメント）
  - Tani Yuuki「Over The Time」（Valley Records）
  - 三浦風雅「Start」
- 医療監修 - 北総救命、原義明（日本医科大学）、新村核（第一会若葉クリニック）
- 法律監修 - 細川裕美（新橋共同法律事務所）
- プロデュース - 野田悠介
- 制作著作 - フジテレビ

## 放送日程
| 話数                                                                         | 放送日  | サブタイトル                                                             | 演出     | 視聴率 |
| ---------------------------------------------------------------------------- | ------- | ------------------------------------------------------------------------ | -------- | ------ |
| 第1話                                                                        | 6月21日 | 舞台は夜間救急! 性格も価値観もバラバラな5人の医師たちの戦いが、今始まる! | 関野宗紀 | 13.4%  |
| 第2話                                                                        | 6月28日 | 夜に訪れるコンビニ受診患者の真実!?                                       | 関野宗紀 | 10.6%  |
| 第3話                                                                        | 7月05日 | 無保険患者が抱える不公平な現実とは?                                      | 関野宗紀 | 11.7%  |
| 第4話                                                                        | 7月12日 | 女の戦い勃発!? 壊れゆく2人の関係!                                        | 澤田鎌作 | 12.4%  |
| 第5話                                                                        | 7月19日 | 明かされる成瀬が抱える過去の秘密!!                                       | 澤田鎌作 | 10.4%  |
| 第6話                                                                        | 8月09日 | いよいよ後半戦突入!! 災害現場で起きた事故の真相とは!?                    | 浅見真史 | 10.2%  |
| 第7話                                                                        | 8月16日 | 覆せないレッテル!? すれ違う価値観!                                       | 関野宗紀 | 11.1%  |
| 第8話                                                                        | 8月23日 | 成瀬が下す衝撃の決断! オペを中止!?                                       | 野田悠介 | 09.5%  |
| 第9話                                                                        | 8月30日 | 衝突する5人! 異なる価値観が交錯する                                      | 高橋由妃 | 09.1%  |
| 第10話                                                                       | 9月06日 | 突如襲う、停電! 朝を迎えられるのか?                                      | 澤田鎌作 | 11.4%  |
| 最終話                                                                       | 9月13日 | 突然の解散宣言! 5人が出す答えとは                                        | 関野宗紀 | 12.5%  |
| 平均視聴率 11.1%（視聴率はビデオリサーチ調べ、関東地区・世帯・リアルタイム） |         |                                                                          |          |        |

- 後述の通り「東京2020オリンピック」の放送の実施に伴う特殊編成で、通常夏季クールは7月の第1or2週目から始めるところを、6月第3週から繰り上げて放送を開始した。
- 第1話は21時 - 22時24分の30分拡大放送。
- 第2話・第6話は21時 - 22時09分の15分拡大放送。
- 7月26日・8月2日は『東京2020オリンピック』の大会中継等放送のため休止。